# Still Life 2
Still Life 2 è un videogioco del genere avventura grafica pubblicato nel 2009 da Microïds per Microsoft Windows e macOS. Realizzato da Gameco Studios, è il seguito di Still Life.

## Trama
Still Life 2 riprende la storia dell'episodio precedente, che si concludeva senza svelare l'identità del serial killer che terrorizzava Chicago, completandola.
Alla fine del 2008 l'agente dell'FBI Victoria McPherson viene inviata nello stato del Maine per indagare sull'omicidio di Audrey Dunnigan. Il modus operandi e un video inviato alla polizia fanno pensare che sia opera dell'assassino di Chicago. Dall'autopsia non viene rilevata alcuna prova e le indagini non procedono. In questo quadro si inserisce la giornalista Paloma Hernandez, che in passato aveva seguito l'operato del serial killer sulla costa est. La reporter, critica nei confronti della mancanza di risultati da parte di Victoria e dell'FBI, chiede all'agente un incontro, affermando di avere delle prove sul caso. Victoria non le dà retta, finché Paloma non viene rapita dall'assassino.

## Modalità di gioco
Il gioco è stato realizzato interamente in real-time 3D ed è stata mantenuta la gestione alternata di due personaggi (Victoria McPherson e Paloma Hernandez).

## Sviluppo
Still Life terminava senza una vera e propria conclusione, facendo ipotizzare un seguito, ma Microïds ha temporaneamente interrotto lo sviluppo di nuovi videogiochi. La decisione di riprendere l'attività è stata seguita a distanza di poco tempo dall'annuncio dello sviluppo di Still Life 2. I lavori sono iniziati nel giugno 2007 da parte della Gameco Studios.
Il 19 giugno 2008 Microïds con un comunicato stampa ha pubblicato un teaser trailer e le prime 10 immagini del gioco. Entrambi si concentrano su una vecchia casa abbandonata. Nel mese di novembre è stato pubblicato un altro trailer, riguardante il rapimento di Paloma Hernandez. In seguito sono stati pubblicati altri video, nei quali gli sviluppatori formulavano le loro ipotesi sull'identità dell'assassino.